# Cenozosia
Cenozosia is een monotypisch geslacht van korstmossen behorend tot de familie Ramalinaceae. De bevat alleen Cenozosia inanis.